# Lecci
Lecci település Franciaországban, Corse-du-Sud megyében. Lakosainak száma 2020 fő (2022. január 1.). Lecci Porto-Vecchio, San-Gavino-di-Carbini és Zonza községekkel határos.

## Népesség
A település népességének változása:
| Lakosok száma | 484  | 678  | 709  | 1053 | 1503 | 1673 | 1735 | 1838 | 1889 | 2020 |
|               | 1968 | 1982 | 1990 | 2006 | 2013 | 2015 | 2017 | 2019 | 2020 | 2022 |